# Kurt Zeitzler
Kurz Zeitler (9. června 1895, Heideblick - 25. září 1963, Aschau im Chiemgau) byl vysoký německý generálporučík německé Třetí říše během druhé světové války.

## Působení v armádě
V armádě působil během 1. světové války a zůstal v ní i po jejím konci. Zajímal se o dění ve štábu a rychle stoupal po kariérním žebříčku. V roce 1938 byl Zeitzler v plánovacím oddělení nejvyššího velitelství v hodnosti podplukovníka. Jako podplukovník byl zodpovědný za přípravu útoku na Československo pod názvem Fall Grün. Na počátku 2. světové války byl v hodnosti plukovníka pověřen velením pěšímu pluku. Avšak již na počátku roku 1940 byl náčelníkem štábu sboru. Na začátku války se Sovětským svazem byl Zeitzler náčelníkem štábu u Ewalda von Kleist. V roce 1942 byl převelen na západ, aby zde jako náčelník štábu nejvyššího velitele vojsk na západní frontě reorganizoval obranu Francie před Spojenci.
Dne 24. září 1942 se stal náčelníkem štábu pozemní armády, protože předchozí velitel byl neočekávaně odvolán. Zeitzler proto povýšil přímo z generálmajora rovnou na generála. Po porážce 6. Paulusovy armády u Stalingradu přesvědčoval Zeitzler Hitlera, aby ustoupil na výhodnější pozice před Moskvu a Leningrad. Taktéž hrál významnou roli při plánování německé ofenzívy v Rusku nazvanou operace Zitadelle.

## Vyznamenání
- Železný kříž, I. třída
- Železný kříž, II. třída
- Železný kříž, spona k Železnému kříži 1914, I. třída
- Železný kříž, spona k Železnému kříži 1914, II. třída
- Kříž Fridrichův
- Odznak za zranění, (1918) černý
- Militär-Verdienstorden, s meči (Bulharsko)
- |  |  |  Služební vyznamenání Wehrmachtu, IV. až I. třída
- Řád kříže svobody, I. třída s hvězdou a meči

údaje použity z: německá Wikipedie-Kurt Zeitzler